# Halowe Mistrzostwa Europy w Lekkoatletyce 1979 – trójskok mężczyzn
Trójskok mężczyzn – jedna z konkurencji technicznych rozgrywanych podczas halowych lekkoatletycznych mistrzostw Europy w hali Ferry-Dusika-Hallenstadion w Wiedniu. Rozegrano od razu finał 25 lutego 1979. Zwyciężył reprezentant Związku Radzieckiego Hienadzij Walukiewicz.  Tytułu zdobytego na poprzednich mistrzostwach nie obronił Anatolij Piskulin ze Związku Radzieckiego, który tym razem wywalczył srebrny medal.

## Rezultaty
Rozegrano od razu finał, w którym wzięło udział 10 skoczków.

Opracowano na podstawie materiału źródłowego.
| Poz. | Zawodnik              | Reprezentacja  | Próby | Próby | Próby | Próby | Próby | Próby | Wynik |
| Poz. | Zawodnik              | Reprezentacja  | 1     | 2     | 3     | 4     | 5     | 6     | Wynik |
| ---- | --------------------- | -------------- | ----- | ----- | ----- | ----- | ----- | ----- | ----- |
| 01 ! | Hienadzij Walukiewicz | ZSRR           | 16,43 | 17,02 | 16,84 | x     | 14,32 | 16,61 | 17,02 |
| 02 ! | Anatolij Piskulin     | ZSRR           | 16,73 | x     | x     | 16,75 | x     | 16,97 | 16,97 |
| 03 ! | Jaak Uudmäe           | ZSRR           | 14,80 | 15,65 | 16,00 | 16,56 | 12,54 | 16,91 | 16,91 |
| 4.   | Gábor Katona          | Węgry          | 16,36 | 15,06 | 16,54 | 15,49 | 16,27 | 16,20 | 16,54 |
| 5.   | Béla Bakosi           | Węgry          | x     | 16,29 | 16,30 | 16,11 | 16,09 | x     | 16,30 |
| 6.   | Ramón Cid             | Hiszpania      | 16,09 | 16,16 | 15,84 | x     | x     | 16,00 | 16,16 |
| 7.   | Roberto Mazzucato     | Włochy         |       |       |       |       |       |       | 16,13 |
| 8.   | Karel Hradil          | Czechosłowacja |       |       |       |       |       |       | 15,89 |
| 9.   | Paolo Piapan          | Włochy         |       |       |       |       |       |       | 15,87 |
| 10.  | Hannu Puhakka         | Finlandia      |       |       |       |       |       |       | 15,79 |